# Músculo serrato posterior inferior
Músculo
El músculo serrato menor posteroinferior ([TA]: musculus serratus posterior inferior) es un músculo situado en la parte inferior del dorso. Se extiende desde la columna vertebral a las cuatro últimas costillas. En raras ocasiones puede llegar hasta el cóccix, esto es una patología muy rara y muy pocos en el mundo lo pueden tener. Tiene relación con el músculo serrato posterosuperior en cual se encuentra en la parte superior de él.

## Inserción
Se origina en la apófisis espinosa de las dos últimas vértebras torácicas y de las dos primeras lumbares y en los ligamentos interespinosos correspondientes. Se dirige hacia arriba y hacia afuera, y se divide en tres o cuatro digitaciones que se insertan en el borde inferior y en la cara externa de las tres o cuatro últimas costillas.

## Inervación
Está inervado por los ramos anteriores de los nervios torácicos inferiores, desde el noveno al duodécimo.

## Acción
Abate las cuatro últimas costillas por lo que es un músculo espirador. Desempeña un papel importante con el músculo dorsal ancho, el serrato posteroinferior protege las costillas formando una masa.
- Datos: Q920567
- Multimedia: Serratus posterior inferior muscles / Q920567